# Motor de bola calenta

Motor de bola calenta (dos-temps)1.Bola calenta 2.Cilindre 3.Pistó 4.Càrter

El motor de bola calenta o semi-diesel, és un motor de combustió interna el combustible del qual s'encén per contacte amb una superfície metàl·lica calenta (bola calenta) mentre l'aire es comprimeix amb l'ascens del pistó.Tot i que hi ha alguna ignició quan s'introdueix el combustible, s'esgota ràpidament l'oxigen disponible a la bola, de manera que l'encesa “real” es produeix quan entra suficient oxigen a la bola.
La majoria dels motors de bola calenta es fabriquen sota el format de motor de dos temps i d'un sol cylindre.

## Història

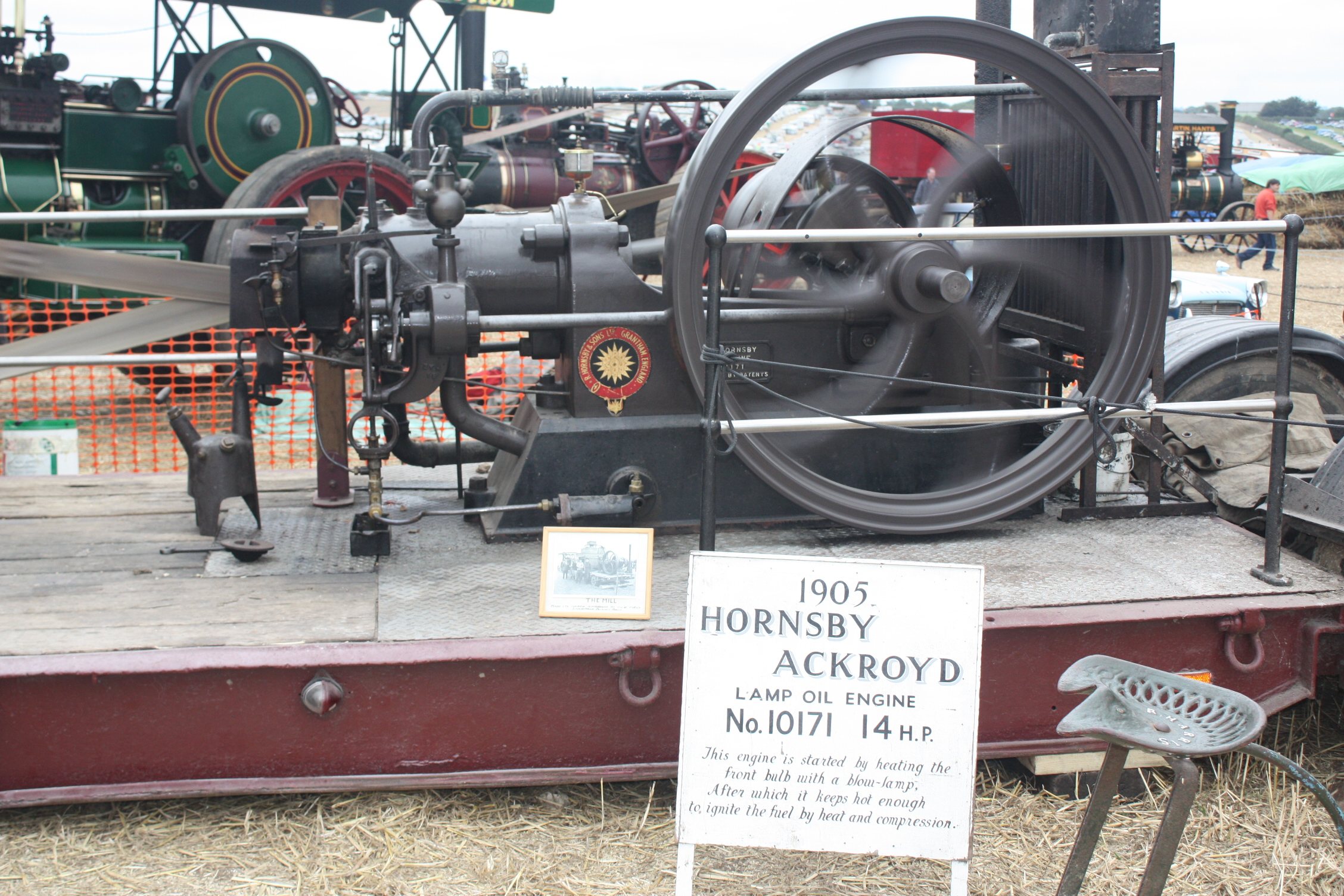
Un motor de bola calenta Hornsby-Akroyd, construït segons un disseny de cylindre horitzontal.

El concepte del motor va ser desenvolupat a finals del segle XIX per Herbert Akroyd Stuart. Els primers prototips es van construir el 1886 i la producció es va iniciar el 1891 a l'empresa Richard Hornsby & Sons amb el nom de Hornsby Akroyd Patent Oil Engine. El concepte va ser adoptat més tard als Estats Units pels immigrants alemanys Mietz i Weiss, que el van combinar amb el motor de dos temps desenvolupat per Joseph Day.
Motors similars van ser desenvolupats per a usos agrícoles i marins per JV Svensons Automobilfabrik, Bolinders, Lysekils Mekaniska Verkstad, Pythagoras Engine Factory i algunes altres empreses sueques.